# Cole Holcomb
Cole Holcomb (* 30. Juli 1996 in New Smyrna Beach, Florida) ist ein US-amerikanischer American-Football-Spieler in der National Football League (NFL). Er spielt für die Pittsburgh Steelers als Linebacker.

## College
Holcomb besuchte die University of North Carolina at Chapel Hill und spielte für deren Team, die Tar Heels, zwischen 2015 und 2018 erfolgreich College Football. In 43 Partien konnte er insgesamt 327 Tackles setzen und 12 Pässe verteidigen. Außerdem gelangen ihm 2,5 Sacks.

## NFL
Holcomb wurde beim NFL Draft 2019 in der 5. Runde als insgesamt 173. von den Washington Redskins ausgesucht und erhielt einen Vierjahresvertrag in der Höhe von 2,75 Millionen US-Dollar. Er konnte sich sofort als Profi etablieren und kam in seiner Rookie-Saison in allen 16 Partien zum Einsatz, 15 Mal sogar als Starter, und auch in den Special Teams wurde er aufgeboten.
2020 konnte er verletzungsbedingt nur 11 Partien bestreiten.
 War er schon bislang eine Stütze in der Defense seines Teams, so zeigte er sich 2021 noch einmal stark verbessert und führte die Team-Statistik mit 142 Tackles überlegen an. Außerdem gelang ihm im ersten Spiel gegen die Dallas Cowboys sein erster Touchdown. Nach einer Interception gegen Dak Prescott, konnte er den Ball 31 Yards weit in die gegnerische Endzone tragen.
Im März 2023 unterschrieb Holcomb einen Dreijahresvertrag im Wert von 18 Millionen US-Dollar bei den Pittsburgh Steelers.